# Korea Greens
Korea Greens (v originálu 초록정치연대 nebo 草綠政治連帶) byla jihokorejská politická strana prosazující zelenou politiku. Byla založena 10. června 2004 a zanikla 12. července 2008. Byla řádným členem Asijsko-pacifické zelené sítě a Global Greens.